# Wiley-VCH
Wiley-VCH là một nhà xuất bản Đức thuộc sở hữu của John Wiley & Sons. Nó được thành lập năm 1921 với tên Verlag Chemie (VCH là viết tắt của Verlag Chemie) bởi hai "tổ chức xã hội học" Đức. Sau đó, nó được sáp nhập vào German Chemical Society (GDCh). Kể từ năm 1996 nó được sở hữu bởi John Wiley & Sons.